# Holohalaelurus favus
Holohalaelurus favus is een vissensoort uit de familie van de Pentanchidae. De wetenschappelijke naam van de soort is voor het eerst geldig gepubliceerd in 2006 door Human.